# Sportwart

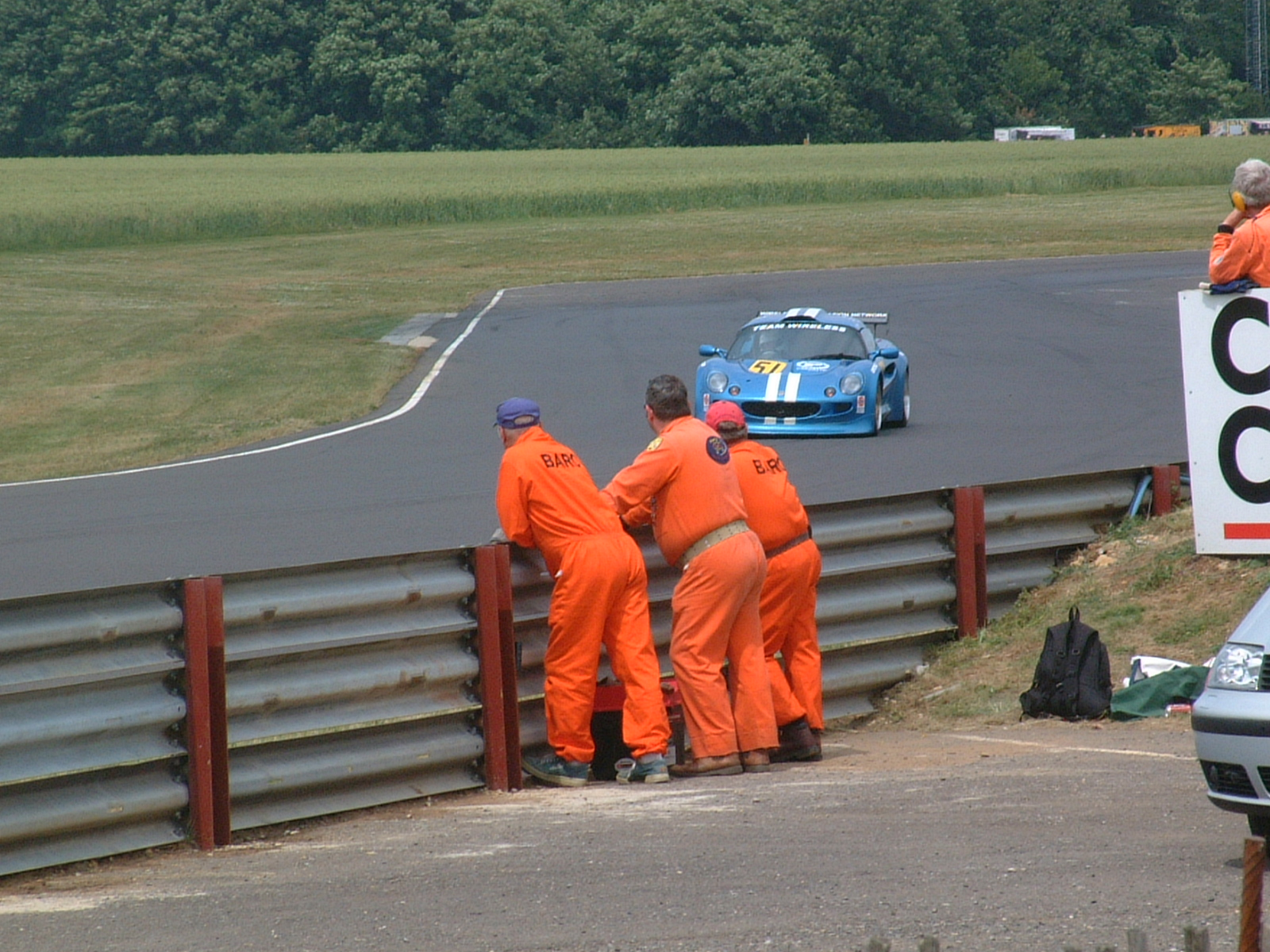
Sportwarte auf ihrem Streckenposten

Ein Sportwart im Motorsport sichert eine Rennstrecke und gewährleistet somit für alle Rennteilnehmer, Zuschauer und andere an der Organisation beteiligte Personen den regelkonformen und sicheren Ablauf der Veranstaltung. Auch im nationalen Motorsport wird ein Sportwart gerne mit dem international gebräuchlichen Begriff Marshal (engl.) bezeichnet.
Die unmittelbar an der Strecke arbeitenden Sportwarte werden häufig umgangssprachlich Streckenposten genannt, obwohl dies genau genommen, der vom Streckenabnahmeprotokoll respektive der Rennstreckenlizenz festgelegte Standort ist, auf dem Sportwarte der Streckensicherung eingesetzt werden.

## Definition
Alle an der Streckensicherung beteiligten Personen einer Rennsportveranstaltung sind Sportwarte der Streckensicherung. Einige Sportwarte, der Rennleiter oder die Sportkommissare bei internationalen FIA- oder FIM-Veranstaltungen, sind lizenzpflichtig, eine Lizenz wird erst nach nachgewiesenen Qualifikationen, Lehrgängen und Prüfungen erteilt. Das Automobilsportgesetz der FIA definiert folgende Sportwarte, weitere Funktionen können benannt werden:
| Renndirektor             | Rennleiter             | Rennsekretär       | Leiter der Streckensicherung |
| Sportkommissare          | Technische Kommissare  | Abnahme-Kommissare | Zeitnehmer                   |
| Zielrichter              | Starter                | Sachrichter        | Streckenbeobachter           |
| Streckenposten-Sportwart | Boxenaufsichtspersonal |                    |                              |

## Einsatzbereich
Im Sportgesetz werden die Arbeit an der Rennstrecke, im Start- und Ziel-Bereich und in der Boxengasse als die drei Haupteinsatzbereiche definiert. Häufig werden auch andere Bereiche durch die Sportwarte der Streckensicherung mit überwacht, wenn dies zum Überwachen der Rennvorschriften notwendig ist, hier zu gehört als Beispiel die Überwachung des Fahrerlagers, des Parc fermé oder der Tankanlagen.

### Im Start- und Zielbereich

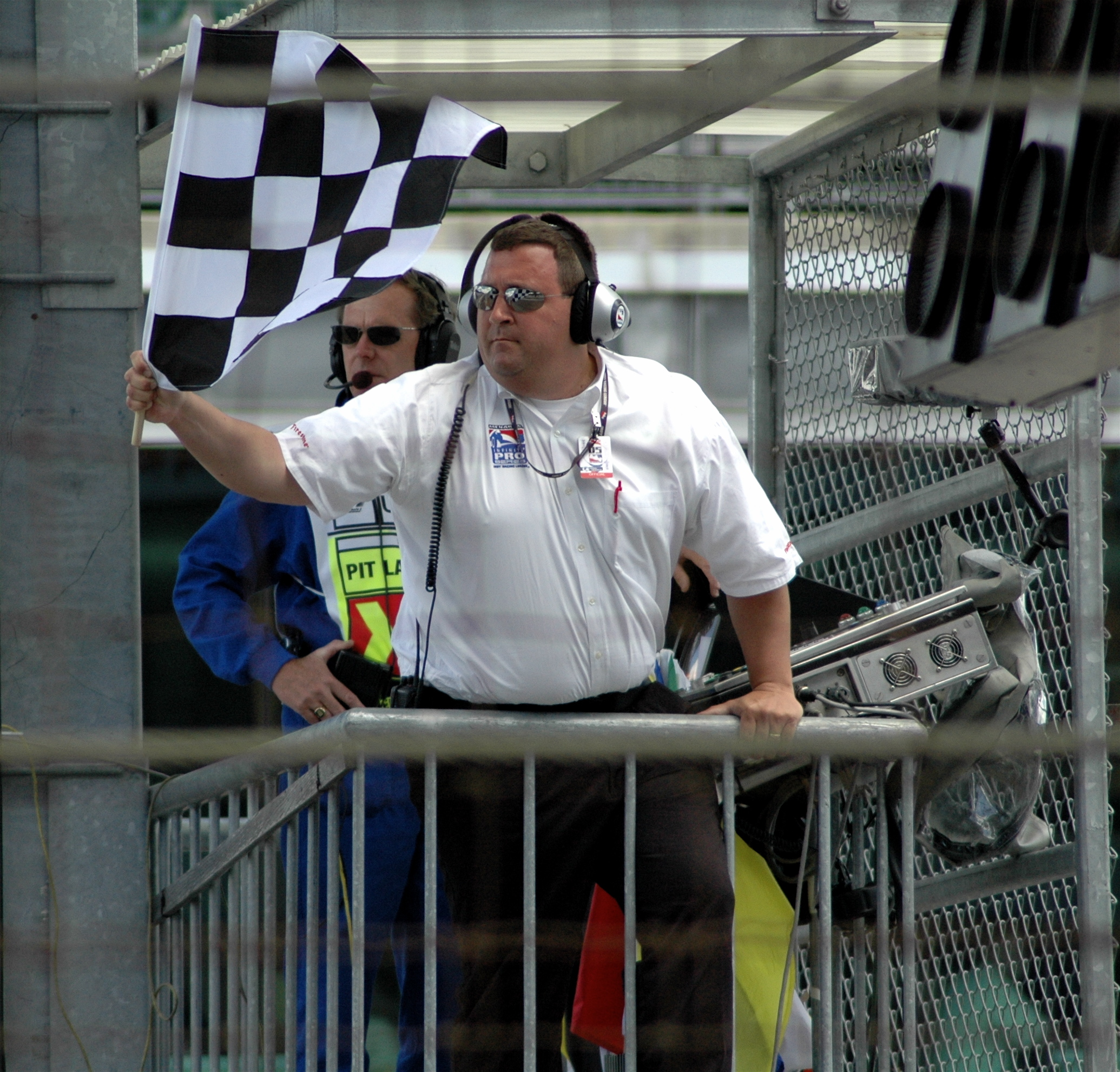
Ein Sportwart der Rennleitung winkt das Rennen ab

Im Start- und Zielbereich sind die Rennleitung, die Streckensicherung, die Zeitnahme, die Papierabnahme und andere für den direkten Ablauf der Veranstaltung notwendigen Räume untergebracht. Hier arbeiten die leitenden Sportwarte, wie der Renndirektor, der Rennleiter, der Leiter der Streckensicherung, Zeitnehmer oder Kommissare, und andere zusätzliches Sportwarte mit Sonderaufgaben.
Eine häufige Sonderaufgabe ist der Starter oder ein Flag-Marshal der Rennleitung. Deren Aufgaben sind der Start, das Abwinken eines Laufes oder Flaggensignale der Rennleitung, wie die Disqualifikationen.

#### Rennleiter
Der Rennleiter als oberster Sportwart leitet und verantwortet den Ablauf und die Sicherheit an der gesamten Strecke.
Der Rennleiter delegiert die Aufgaben der Streckensicherung an den Leiter der Streckensicherung.

#### Sportkommissare
Die Sportkommissare (Stewards of the Meeting) werden von den nationalen Motorsportverbänden, in Deutschland vom DMSB, ausgebildet und überwachen in deren Auftrag die ordnungsgemäße sportrechtliche Durchführung einer Motorsportveranstaltung.
Sie sind außerdem für die Bearbeitungen von Protesten, Bestrafungen und Disqualifikationen zuständig und unterstützen den Rennleiter in sportrechtlichen Fragen.

#### Technische Kommissare

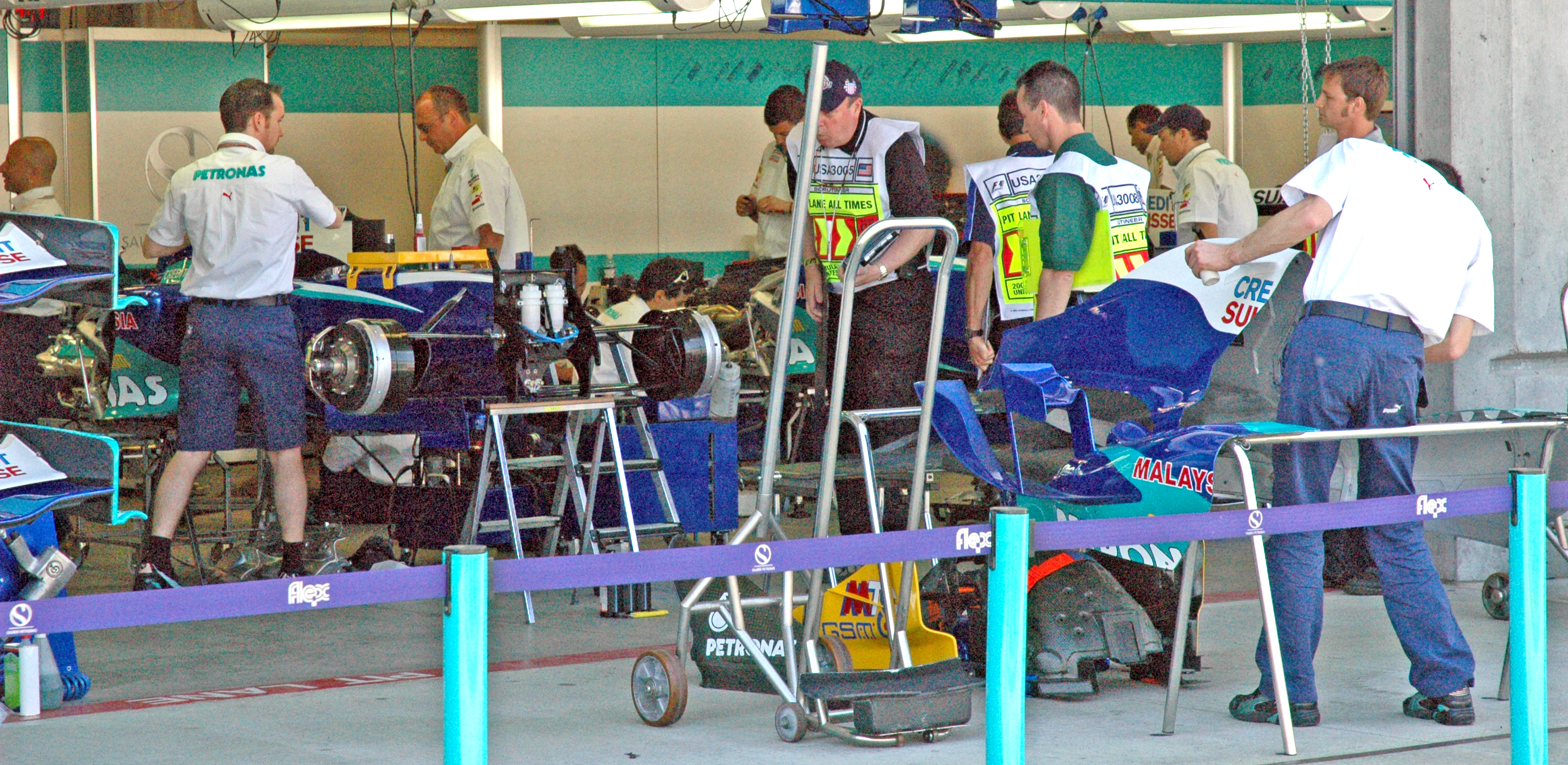
Technische Kommissare der FIA überprüfen das Sauber-Team.

Die technischen Kommissare sind für die Sicherheit der Teilnehmerfahrzeuge verantwortlich und überwachen im Auftrag des Rennleiters die Einhaltung der technischen Reglements der jeweiligen Serien. Bei Motorradveranstaltungen überwachen sie zusätzlich auch die Helme und Schutzkleidung der Teilnehmer. Bei technischen Protesten überprüfen sie im Auftrag des Rennleiters zu prüfende Fahrzeuge. Technische Kommissare werden von den nationalen Motorsportverbänden ausgebildet und eingesetzt.

#### Leiter der Streckensicherung
Dem Leiter der Streckensicherung unterstehen alle Sportwarte an der Strecke, die Einsatzkräfte der Feuerwehr und die Sanitätskräfte. Er ist vom Rennleiter beauftragt die Rennstrecke entsprechend dem Streckenabnahmeprotokoll, oder der Streckenlizenz zu besetzen, und Ausbildung und Einsatz qualifizierter Sportwarte sicherzustellen.

#### Zeitnehmer
Der Zeitnehmer misst mit seinem Team die Fahrzeiten und absolvierten Runden der Teilnehmer und erteilt nach Regelverstößen eine dementsprechende Zeitstrafe. Anschließend erstellt er daraus, nach der in der Ausschreibung festgelegten Wertung, das Ergebnis und nach allen absolvierten Wertungsprüfungen (WP) den Gesamt-Sieger.

### Im Boxenbereich/Fahrerlager

#### Boxenaufsichtspersonal
Die Boxengasse stellt insbesondere bei Langstreckenrennen durch den Rennbetrieb und die vielen Helfer eine besondere Gefahrenzone dar. Das Boxenaufsichtspersonal warnt die Helfer in der Boxengasse, überwacht die Zugänge und die Zugangsberechtigungen und achtet auf Einhaltung aller Sicherheitsvorschriften.

#### Tank-Marshal
Ist bei einem Langstreckenrennen ein in der Ausschreibung definierter Tankzyklus, oder besondere Treibstoffe festgelegt, überwacht und bestätigt der Tank-Marshal dem Team das ordnungsgemäße Tanken. Gegebenenfalls wird hierüber auch die Berechnung des Treibstoffes abgewickelt.

### An der Rennstrecke

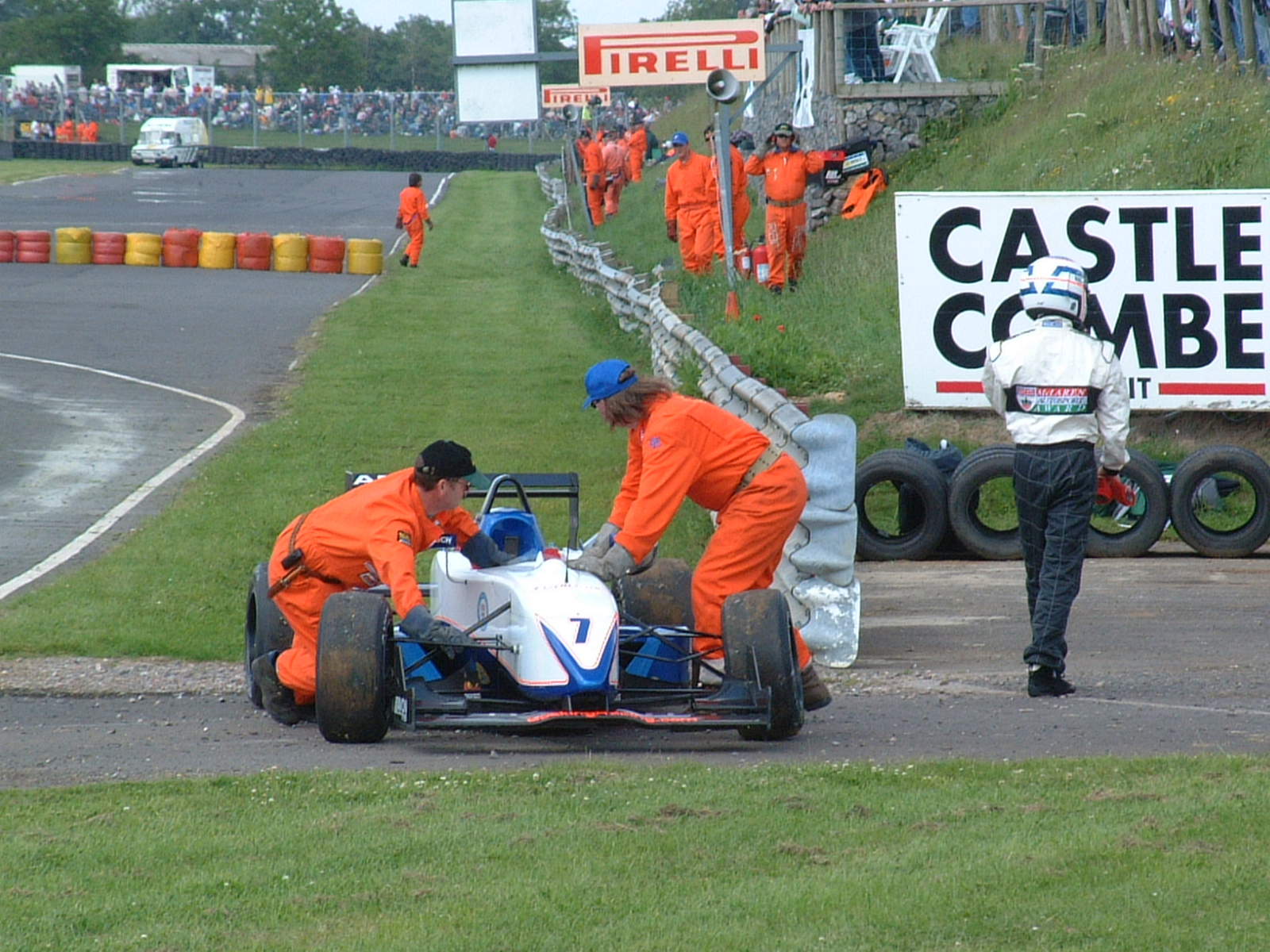
Pusher beim Bergen eines Fahrzeuges.

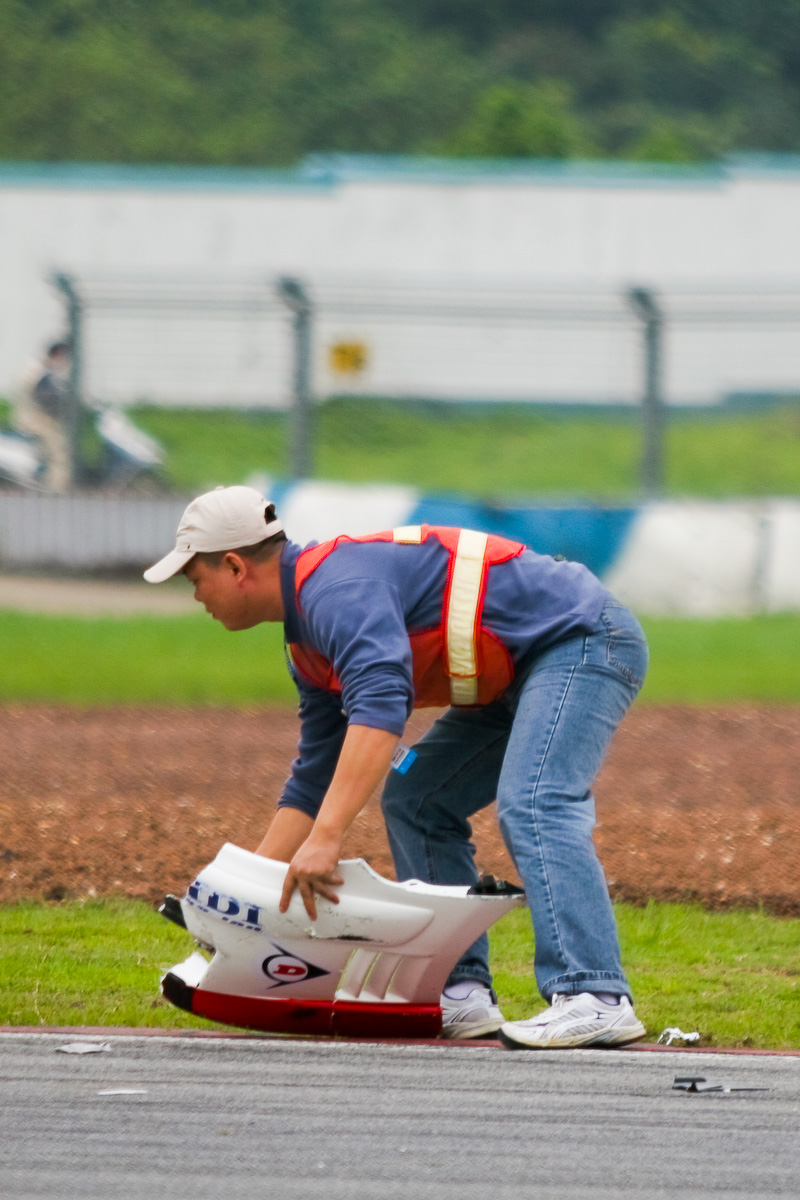
Ein Sportwart holt ein gefährliches Teil von der Strecke.

Der Sportwart an der Strecke, ist für die direkte Absicherung und Überwachung an der Rennstrecke zuständig. Er sichert Unfallstellen vom Streckenposten aus durch Flaggenzeichen ab, meldet Unfälle oder Regelverstöße an die Rennleitung und hilft in Gefahrensituationen, bei der Feuerbekämpfung und bei der Bergung von Fahrzeugen und Fahrern. Er ist meistens auch für die Überwachung der Streckenbeschaffenheit seines Abschnitts verantwortlich und reinigt in den Rennpausen mit Abstreumittel und Besen die Strecke.
An den meisten permanenten Rennstrecken haben sich Sportwarte zu Streckensicherungsvereinen zusammengeschlossen, um eine regelmäßige und hochwertige Ausbildung ihrer Mitglieder sicherzustellen.
An permanenten Rennstrecken wie dem Nürburgring oder Hockenheimring, kommuniziert der Sportwart mit der Rennleitung noch über fest installierte Telefone. Vermehrt kommen heute Bündelfunk und Mobilfunk zum Einsatz.
Bei Großveranstaltungen wird oft für jede Funktion ein spezialisierter Sportwart, wie ein Telefonist, Sachrichter, Fire- oder Flagmarshal eingesetzt, bei kleineren Veranstaltungen nimmt ein Sportwart oft mehrere Funktionen wahr.

#### Abschnittsleiter
Einige Rennstrecken werden in Abschnitte unterteilt. Diese Abschnitte leitet dann jeweils ein besonders ausgebildeter Marshal als Abschnittsleiter. Er ist Ansprechpartner der Marshals im Abschnitt und leitet Informationen an die Rennleitung weiter, bzw. an die Marshals. Er entscheidet meist vor Ort welche Hilfe angefordert wird und gibt auch Anweisungen für Flaggenzeichen.

#### Pusher
Der Pusher (aus dem Englischen: Schieber) ist für das Bergen liegengebliebener Fahrzeuge zuständig.

#### Fire-Marshal
Der Fire-Marshal, früher häufiger als Feuerwehrmann bezeichnet, ist ein Sportwart der Streckensicherung, der speziell zur Feuerbekämpfung ausgebildet ist.

#### Flagmarshal
Der Flagmarshal warnt durch Flaggenzeichen die Teilnehmer vor Gefahren und greift auch regelnd mit der blauen Flagge, in den Rennablauf ein. Da dies einen direkten Eingriff in den Rennablauf darstellt, werden hier meist erfahrene Sportwarte eingesetzt.
In der Formel 1 werden die Flagmarshals deswegen per Funk direkt aus der Rennleitung angewiesen. Bei einzelnen Formel-1-Rennen werden die Flaggenzeichen nicht nur durch Flagmarshals, sondern auch direkt aus der Rennleitung durch LED-Anzeigetafeln, sogenannte Light Panels, signalisiert.

#### Sachrichter
Der Sachrichter überwacht in die Wertung einfließende Prüfungen. Im Slalomsport ist das fehlerfreie Umfahren von Pylonen, bei Geschicklichkeitsturnieren das fehlerfreie Passieren eines Parcours fester Bestandteil der Wertung. Bei Rundstreckenrennen kann durch die Ausschreibung festgelegt werden, dass das Verkürzen einer Schikane mit Strafpunkten in eine Wertung einfließt. Dies alles wird durch Sachrichter überwacht.

#### Funk-Marshal – Funker
Ein Funk-Marshal meldet einen Vorfall (Unfall, unerlaubtes Überholmanöver, Streckeverunreinigung, Gefahren) an den Abschnittsleiter, ggf. besteht direkter Kontakt zur Rennleitung. Ebenso gibt ein Funk-Marshal die Anweisungen an die anderen Marshal auf dem Posten weiter.